# Barragem da Régua
A Barragem da Régua, ou Barragem de Bagaúste, foi construída sobre o leito do rio Douro estando localizada perto da localidade de Bagaúste, no município de Peso da Régua, na margem norte, ligando, na margem sul, ao município de Lamego, em Portugal. A construção foi finalizada em 1973.
Possui uma altura de 41 m acima da fundação e um comprimento de coroamento de 350 m.

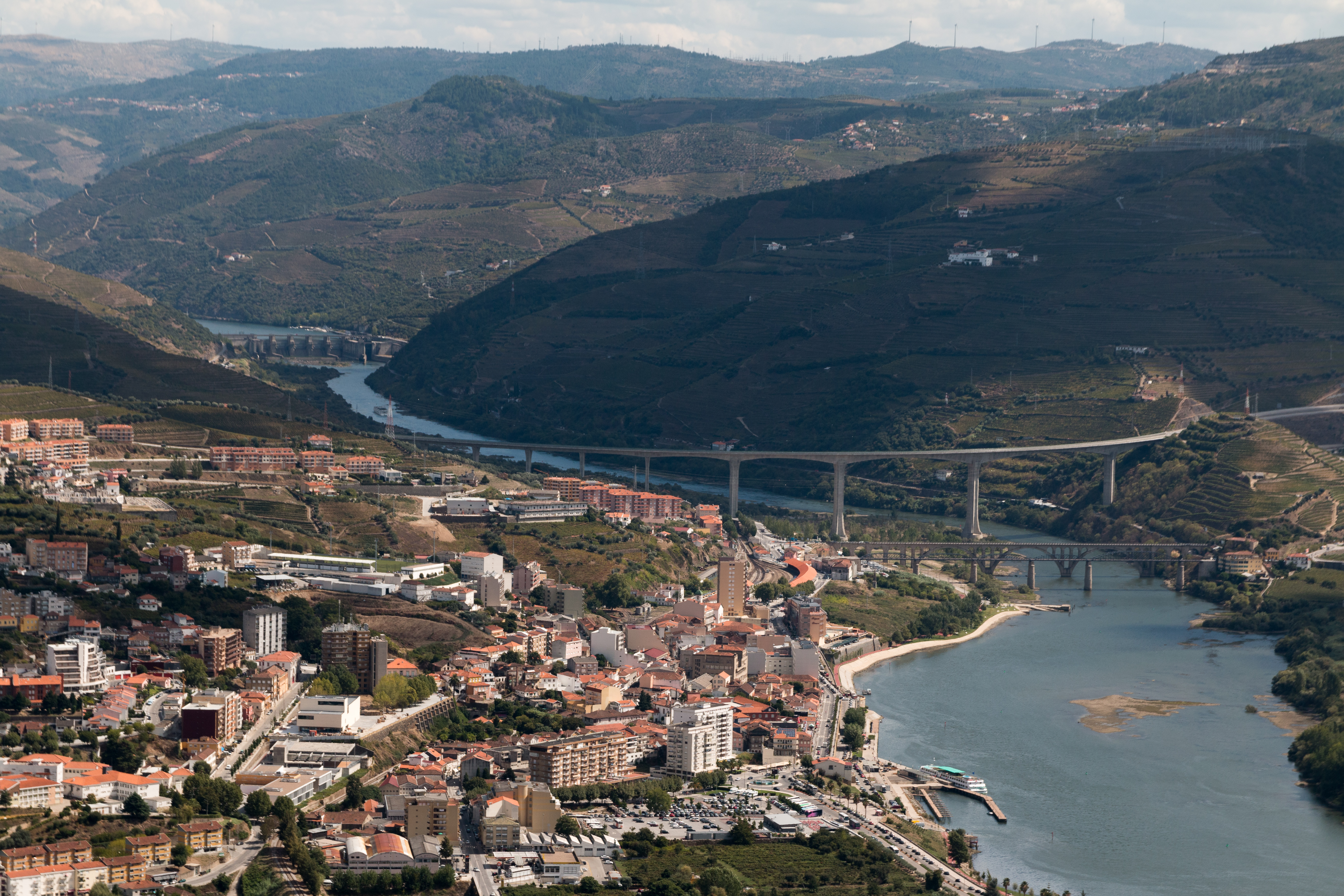
Vista de Peso da Régua, vendo-se, na parte mais a montante do Rio Douro, a Barragem da Régua

A central hidroeléctrica é constituída por tres grupos Kaplan com uma potência total instalada de 156 (180) MW. A energia produzida em média por ano é de 738 (581,1) GWh.
A barragem inclui no encontro esquerdo uma eclusa do canal de navegação do Douro, com um comprimento de cerca de 90 m e uma largura de 12,1 m, que vence um desnível máximo de 28,5 m.